# Емили дьо Шатле
Габриел Емили льо Тонелие дьо Бретьой, маркиза дьо Шатле (фр. Gabrielle Émilie Le Tonnelier de Breteuil, marquise du Châtelet), е френска математичка и физичка от епохата на Просвещението, родена на 17 декември 1706 г. във френската столица Париж, починала на 10 септември 1749 г. в град Люневил. Била е вдъхновителка на Волтер. Превела е на френски език „Математически начала на натурфилософията“ от Нютон.
През 1737 г. маркиза дьо Шатле публикува дисертация върху природата и разпространението на огъня
 (на френски: Dissertation sur la nature et la propagation du feu),
 в която разсъждава върху природата на светлината и това, което днес е познато като инфрачервено излъчване.